# Jetcar

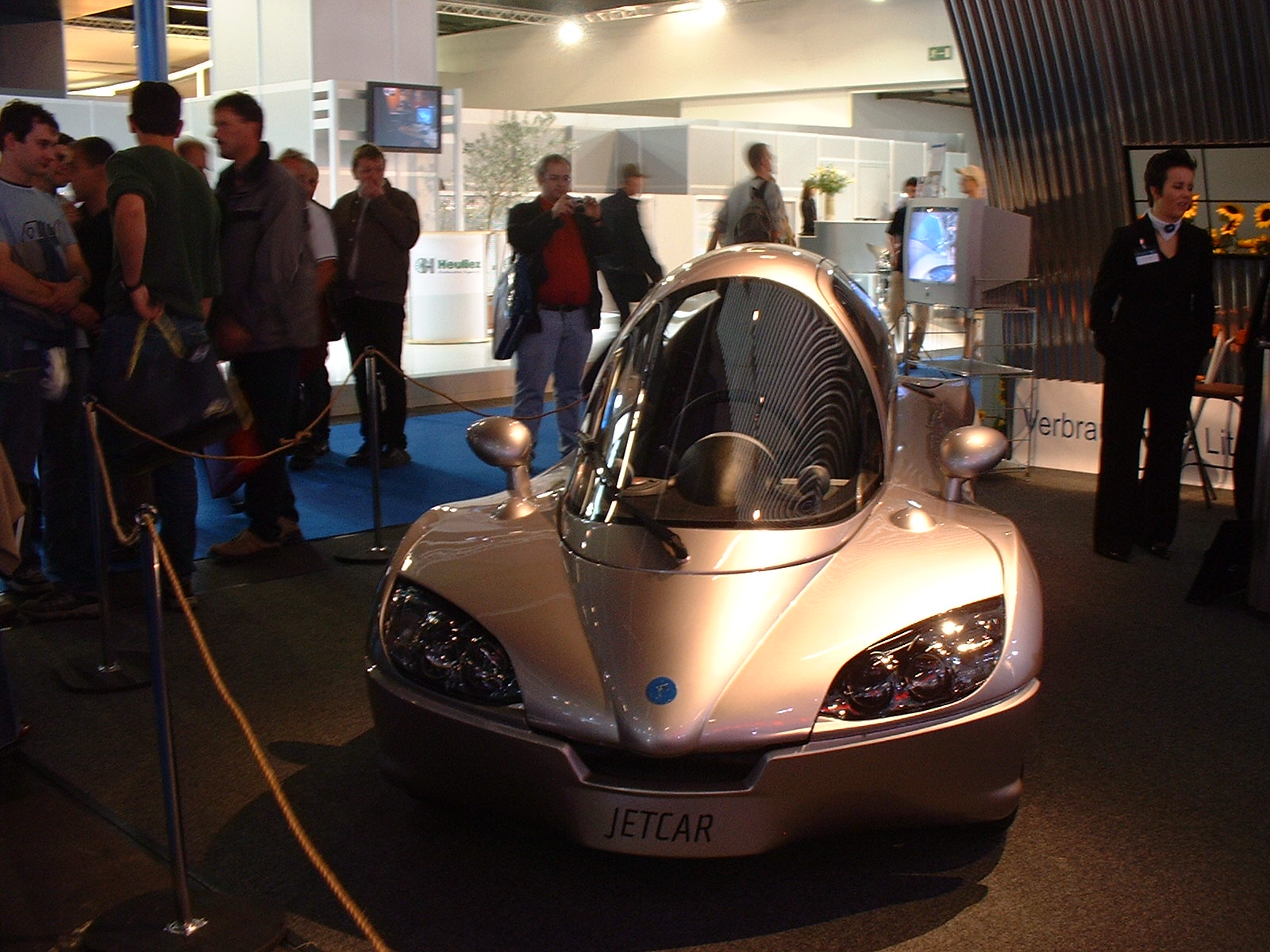
Jetcar 2.5

Jetcar war ein deutscher Automobilhersteller und eine Automobilmarke. Das Unternehmen firmierte als Jetcar Zukunftsfahrzeug GmbH und hatte seinen Sitz im Neuruppiner Ortsteil Nietwerder.

## Geschichte
1998 begannen die Brüder Christian Wenger-Rosenau und Michael Wenger die Entwicklung eines leichten stromlinienförmigen Pkw mit niedrigem Kraftstoffverbrauch. Erreicht wurde das Ziel durch eine schmale Stirnfläche aufgrund hintereinander angeordneter Sitze, einen leichten Stahlrahmen und eine GFK-Karosserie. Angetrieben wurde der Jetcar 1 mit einem kleinvolumigen Dieselmotor. Dieses Fahrzeug wurde auch mit Elektro- und Brennstoffzellen-Antrieben getestet. Ebenso entwickelte Jetcar in dieser Phase ein noch sparsameres Modell, den Jetcar 1.5. Aufgrund der deutschen Zulassungsbestimmungen (unter anderem Verbot von Kunststofffrontverglasung) waren diese Entwicklungen in Deutschland nicht zulassungsfähig.
2001 bis 2002 wurde eine Weiterentwicklung des Jetcar 1.5 zum Jetcar 2.5 vorgenommen. Dieser wurde auf der IAA 2003 präsentiert.
Im Video zum Titel Ich werde dich lieben (2007) von Nena kommt ein Jetcar als Zukunftsauto vor.
Im Februar 2010 stellte die Firma ihren neu entwickelten Jetcar Elektro vor.
2010 nahm der Jetcar Elektro an der ersten e-miglia, einer offenen Rallye für Elektrofahrzeuge über 560 km von München nach Rovereto teil. Im Jahr 2011 belegte das Team Jetcar bei der Folgeveranstaltung in der Pkw-Klasse Rang 2. Die Rückfahrt von 915 km bewältigte das JetCar mit einem Energieverbrauch von 10,72 kWh je 100 km ab Steckdose, also inklusive der Verluste an Ladegerät und Traktionsbatterie. Bezogen auf den Energiegehalt entspricht dies einem Dieselverbrauch von nur 1,1 Liter je 100 km.
Der Kaufpreis betrug ab 48.000 Euro inkl. Mehrwertsteuer. Der Hersteller gab an, dass sämtliche Jetcar-Modelle von Hand angefertigt wurden.
Ab Juli 2013 war das Unternehmen in Liquidation. Am 4. Juni 2014 erfolgte die Löschung des Unternehmens.

## Technische Daten
|                                    | Jetcar 2.5                         | Jetcar Elektro                                               |
| ---------------------------------- | ---------------------------------- | ------------------------------------------------------------ |
| Länge:                             | 4,08 m                             | 4,08 m                                                       |
| Breite:                            | 1,50 m                             | 1,50 m                                                       |
| Höhe:                              | 1,31 m                             | 1,31 m                                                       |
| Radstand:                          | 2,60 m                             | 2,60 m                                                       |
| Motor:                             | 3 Zylinder Diesel (mit Turbolader) | Permanentmagnet-Synchronmotor                                |
| Hubraum:                           | 799 cm³                            | -                                                            |
| max. Leistung:                     | 30 kW (41 PS)                      | 60 kW (82 PS)                                                |
| max. Drehmoment:                   | 100 Nm (1800–2800/min)             |                                                              |
| Sitzordnung:                       | 2 Sitze hintereinander             | 2 Sitze hintereinander                                       |
| Antrieb:                           | Heck                               |                                                              |
| Getriebe:                          | 6-Gang, elektronisch betätigt      | 2-Gang, elektronisch betätigt                                |
| Leergewicht (ohne Fahrer):         | ca. 730 kg                         | ca. 1150 kg inkl. Batterie                                   |
| Höchstgeschwindigkeit:             | 160 km/h                           | 160 km/h, elektronisch begrenzt                              |
| Kofferraumvolumen:                 | 180 Liter                          | 150 Liter                                                    |
| Durchschnittsverbrauch pro 100 km: | 2,5 Liter                          | ~ 14 kWh                                                     |
| Reichweite:                        | 1.000 km                           | 200–250 km                                                   |
| CO2-Emission:                      | 66 g/km                            | 0                                                            |
| Tankvolumen / Batteriekapazität    | 26 Liter                           | 31 kWh (Lithium-Ion (Lithium-Eisen-Phosphat), 312 V, 100 Ah) |